# Kerstin Thiele
Kerstin Thiele-Teichert (ur. 26 sierpnia 1986) – niemiecka judoczka. Srebrna medalistka olimpijska z Londynu.
Walczy w kategorii do 70 kilogramów i to w niej sięgnęła po medal olimpijski - w finale pokonała ja Francuzka Lucie Décosse. Zawody w 2012 były jej pierwszymi igrzyskami olimpijskimi. Ma w dorobku indywidualnie srebro (2009) i brąz (2008) mistrzostw Europy. Wcześniej odnosiła sukcesy w rywalizacji juniorskiej. Startowała w Pucharze Świata w latach 2006–2012, 2014 i 2015.